# L'ombrellone
L'ombrellone è un film del 1965 diretto da Dino Risi e interpretato da Enrico Maria Salerno e Sandra Milo.

## Trama
Il quarantenne ingegnere Enrico Marletti, che odia il mare e la confusione, e dall'aria vagamente annoiata, lascia una Roma ormai vuota in piena estate per raggiungere sua moglie Giuliana, da tre settimane in vacanza a Riccione per passare con lei il ponte di Ferragosto.
Qui conosce una serie di personaggi - molti di essi sono altri clienti dell'albergo - con cui Giuliana ha stretto amicizia. Marletti ben presto si rende conto di essere capitato in un momento di inquietudine coniugale della moglie: in un primo momento individua, per un equivoco, il suo rivale in Sergio, un gigolò; poi, a bordo del panfilo del loquace commendatore Tagliaferri, Marletti capisce che è in corso un'infatuazione intellettuale della moglie per il conte Antonio Bellanca, un astuto banditore di una locale casa d'aste che, tra una citazione colta e l'altra, cerca di appioppare a Giuliana i suoi oggetti d'antiquariato. Dopo una passeggiata con Enrico sul lungomare di Riccione Giuliana tronca la relazione con il conte e revoca il suo ordine per un mobile del Settecento.
Il confronto tra i due termina in una villa di Riccione, in cui è stata allestita una spaghettata notturna; Marletti, bluffando a poker, riesce a vincere una grossa cifra, recuperando così i soldi spesi per le vacanze e proprio a carico del conte Bellanca. Dopo avere fatto l'amore con Giuliana, stufo del caotico ambiente balneare, Enrico parte e ritorna a Roma accompagnato dalla matura Clelia, la donna che più aveva spettegolato in quel ponte di Ferragosto, dopo essersi messo d'accordo con Sergio che i "battitori", i gigolò suoi amici, avrebbero escluso Giuliana dalle loro possibili clienti.

## Produzione
Le riprese in esterno sono state fatte a Roma e a Riccione. La scena in cui Enrico Marletti segue Sergio è stata girata sulla via per giungere a Gabicce Monte.

## Colonna sonora
Brani musicali elencati nei titoli di coda:
1. Sulla sabbia c'era lei (Herb Newman) eseguita da Sonia e le Sorelle
2. Il mondo (Meccia-Fontana-Pes) eseguita da Jimmy Fontana
3. Il peperone (Rossi-Vianello) eseguita da Edoardo Vianello
4. Allora sì (Fontana-Pes-Fontana) eseguita da Jimmy Fontana
5. Si fa sera (Amurri-De Martino) eseguita da Gianni Morandi
6. Viva la pappa col pomodoro (Wertmüller-Rota) eseguita da Rita Pavone
7. Il ballo della bussola (Migliacci-Zambrini-Ciacci) eseguita da Dino
8. Lui/La forza di lasciarti (Migliacci-Enriquez-Zambrini) eseguita da Rita Pavone
9. Isola di corallo eseguita da Luiz Bonfá
10. Andiamo a mietere il grano (Rossi-Marrocchi) eseguita da Louiselle
11. Sea Twist (Cassia-Giombini) eseguita da Jo Garsò
12. Uno dei Mods (Migliacci-Mantovani-Meccia) eseguita da Ricky Shayne
13. She asks of you (Shel Shapiro) eseguita da The Rokes
14. Roberta (Naddeo-Lepore) eseguita da Peppino di Capri
15. Un desiderio per l'estate (Ladypark-Arlesien) eseguita da Marina Moran
16. I ragazzi dello shake (Migliacci-zambrini-Enriquez) eseguita da Gianni Morandi
17. La forza di lasciarti (Andrea Bernabini) eseguita da Rita Pavone
18. Letkiss-Jenka eseguita da Fausto Papetti
19. Lasciati baciare col letkiss (Lindström-Pallavicini) eseguita dalle Gemelle Kessler
20. La mia vita (Rossi-Marrocchi) eseguita da Louiselle
21. Rimpiangerai Rimpiangerai (Sanjust-Marchetti-Lepore) eseguita da Gino Paoli
22. Sirtaki (Piero Piccioni)
23. Lady bossa nova (Ladypark-Arlesien)
24. Chi siete (Lelio Luttazzi) eseguita da Mina
25. La luna a fiori eseguita da Neil Sedaka

## Critica
«[...] Risi porta la commedia italiana ad un punto di non ritorno: una galleria di freak borghesi affolla inquadrature brulicanti, mentre il sonoro mescola cacofonicamente dialoghi, rumori e canzonette. L'Italia è alla resa, la volgarità ha vinto: ormai contano solo le voglie basse (e spesso frustrate), e il finale introduce addirittura una nota apocalittica. Incompreso e sottovalutato all'epoca: Risi è ancora più cattivo che nei Mostri.» (Paolo Mereghetti, ***) 
«Il tono assolutamente disincantato sull'Italia del boom, sulla sua borghesia ipocrita ritratta senza ipocrisie, ne fanno un film "cerniera" per il suo essere liminare tra la commedia all'italiana più spensierata e quella degli anni '70, appesantita o liberata (vedi la commedia sexy) dal terrorismo.» (Pedro Armocida, il Giornale) 